# Großes Bollwerk und Hexenturm (Büdingen)

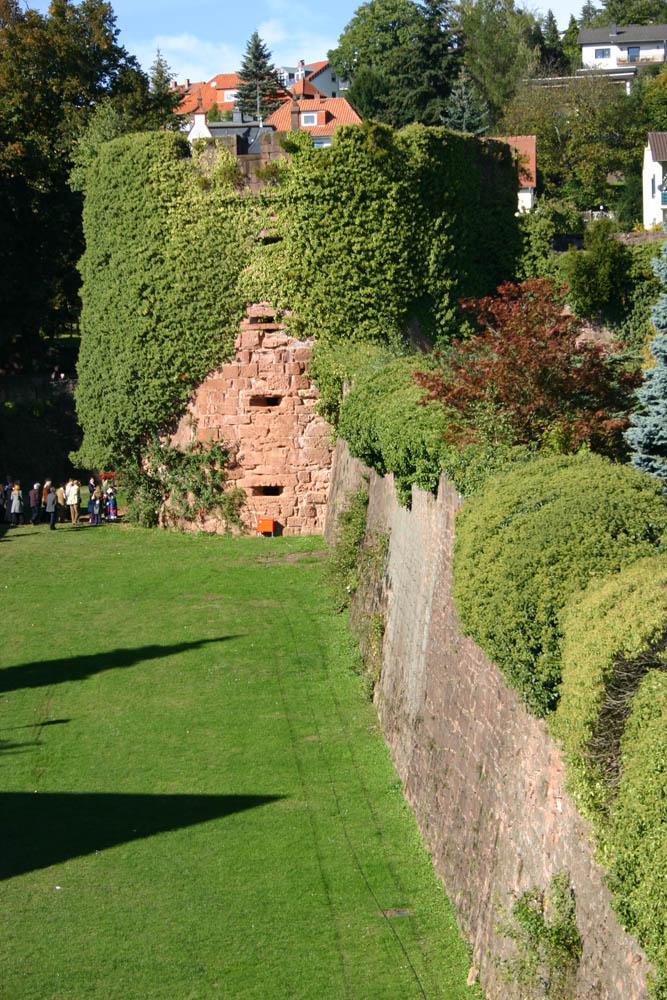
Blick vom Untertor zum großen Bollwerk

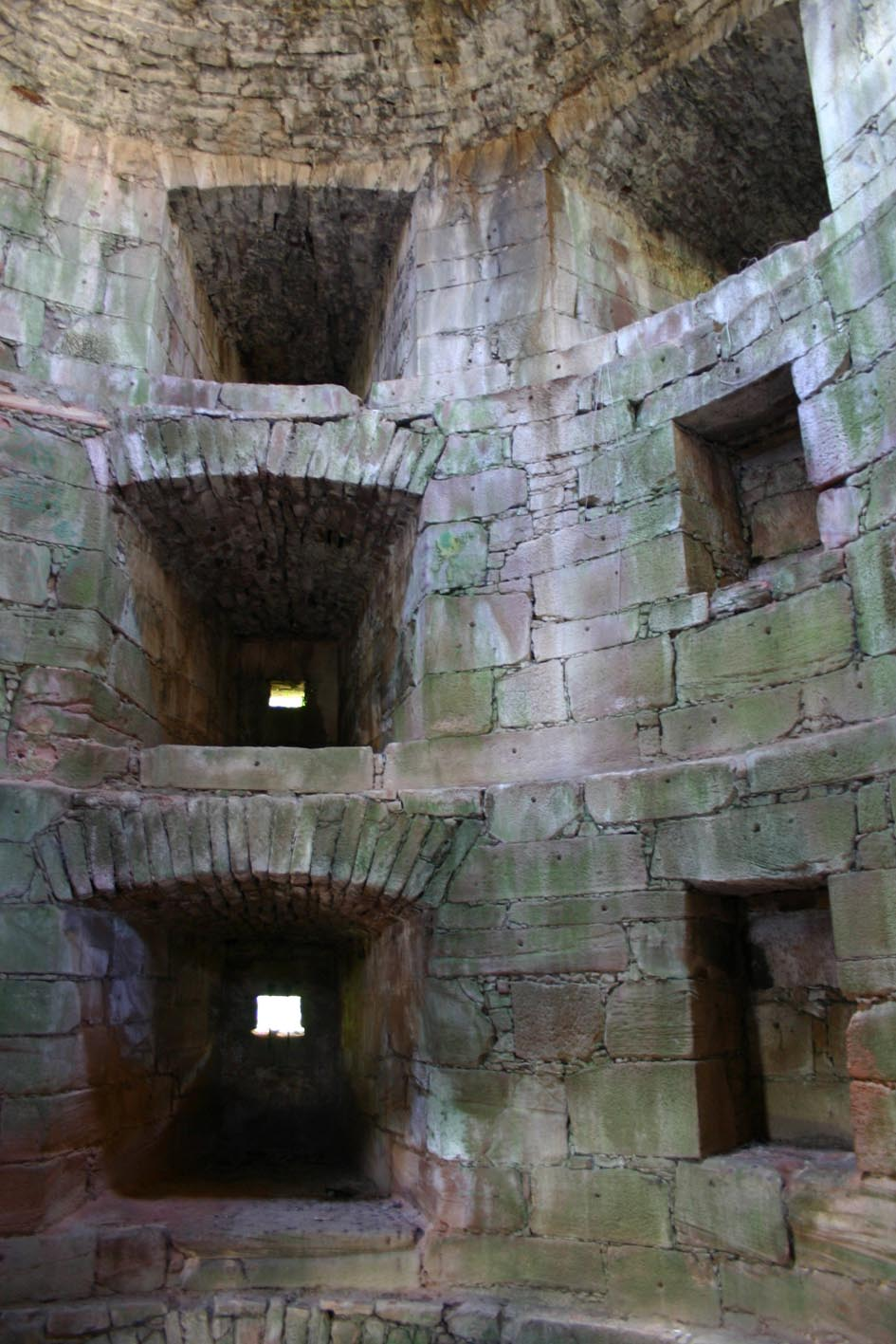
Innenansicht des großen Bollwerks

Das Große Bollwerk (auch Dicker Turm genannt) ist das stärkste mittelalterliche Turmbauwerk der Stadt Büdingen in Hessen. Es befindet sich an der Nordwestecke der Wehrbefestigung. Der Hexenturm (ursprünglich Gefängnisturm, später auch Teufelsthorn genannt) ist mit dem großen Bollwerk durch Kasematten verbunden.

## Geschichte
Der Hexenturm entstand 1390 als Eckturm im Nordwesten der Stadtbefestigung im Zuge der ersten Ummauerung der „Neustadt“. Das große Bollwerk entstand in der zweiten Hälfte des 15. Jahrhunderts. Es diente der Flankensicherung der Gräben der Verteidigungsanlagen nach Osten und nach Süden des in Richtung des Jerusalemer Tores und zum Schutz des „Hirschgrabens“ an dessen engster Stelle. Es befindet sich an der verwundbarsten Stelle der Stadt am „Gebück“ zur Bergseite des Pfaffenwaldes hin gelegen, was auch seine gewaltigen Ausmaße erklärt.
Die im Turm erkennbaren Schussspuren täuschen. Tatsächlich handelt es sich hier nicht um Einschläge, denn die Stadt wurde nie kämpfend eingenommen. Vielmehr hängen die Löcher mit dem Transport der Sandsteine während des Baus zusammen.

## Architektur
Das Bollwerk hat einen äußeren Durchmesser von 17 Metern und einen inneren von 8 Metern. Die Mauerstärke beträgt durchschnittlich vier bis viereinhalb Meter. Für den Bau des Turms wurden nahezu 1.100 m³ Mauersteine verarbeitet. Auf vier aus hölzernen Zwischendecken bestehenden Stockwerken finden sich 16 Geschützkammern. Voll bewaffnet hätte die Verteidigungskraft der Stadt an dieser Stelle jedem Angriff trotzen können.

## Denkmalschutz
Die mit einer 2,1 km langen Stadtmauer umgebene Gesamtanlage der Büdinger Altstadt unterliegt dem Schutz der Haager Konvention zum Schutz von Kulturgut bei bewaffneten Konflikten.

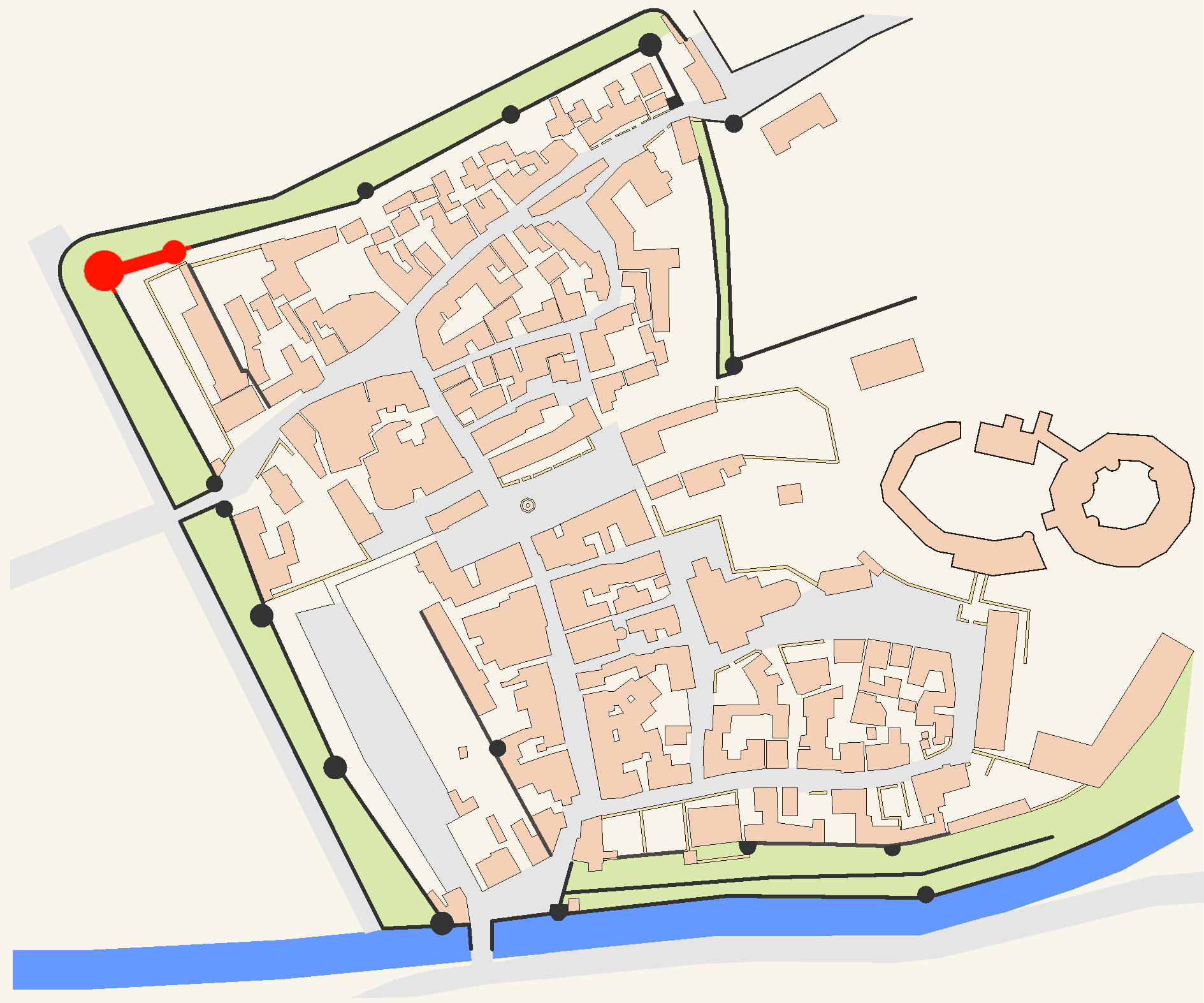
Stadtplan der Altstadt, Standort Bollwerk und Hexenturm
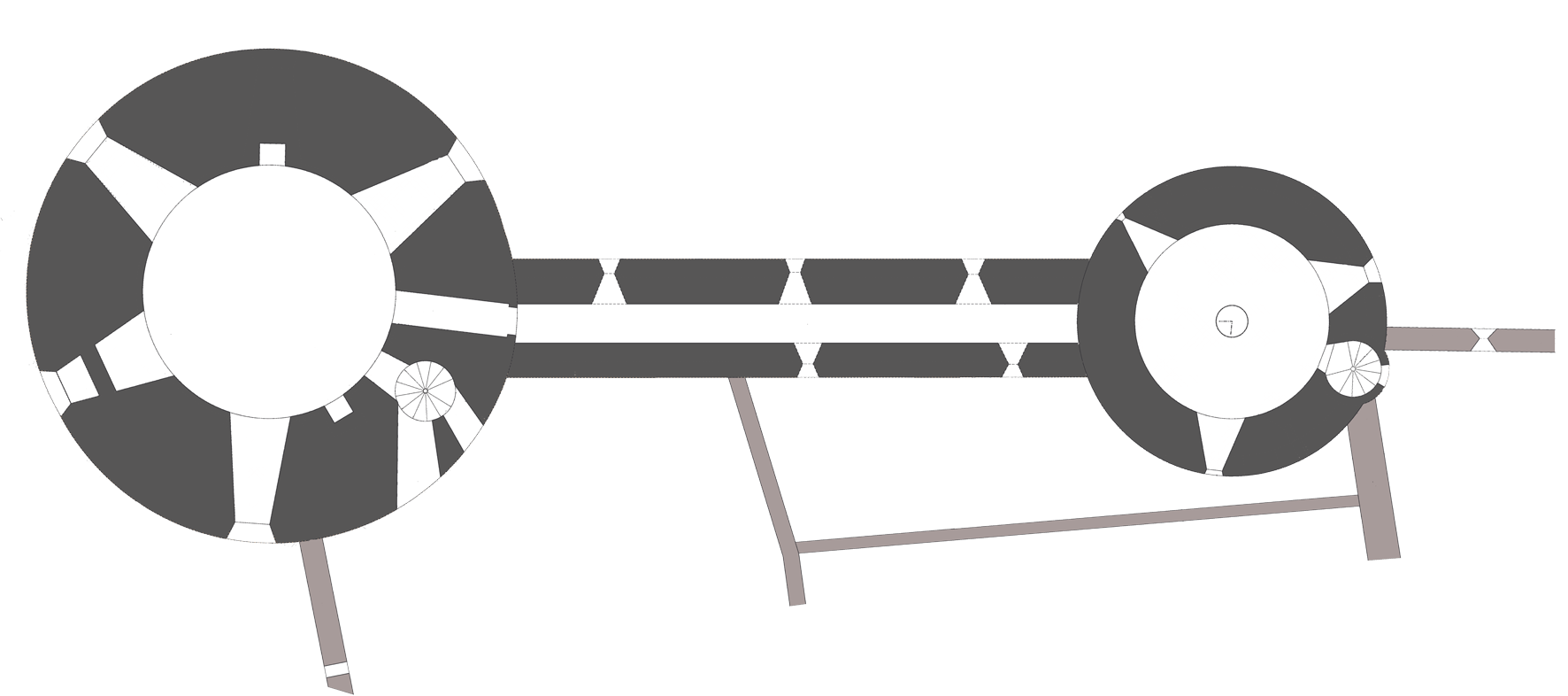
Bollwerk und Hexenturm im Grundriss
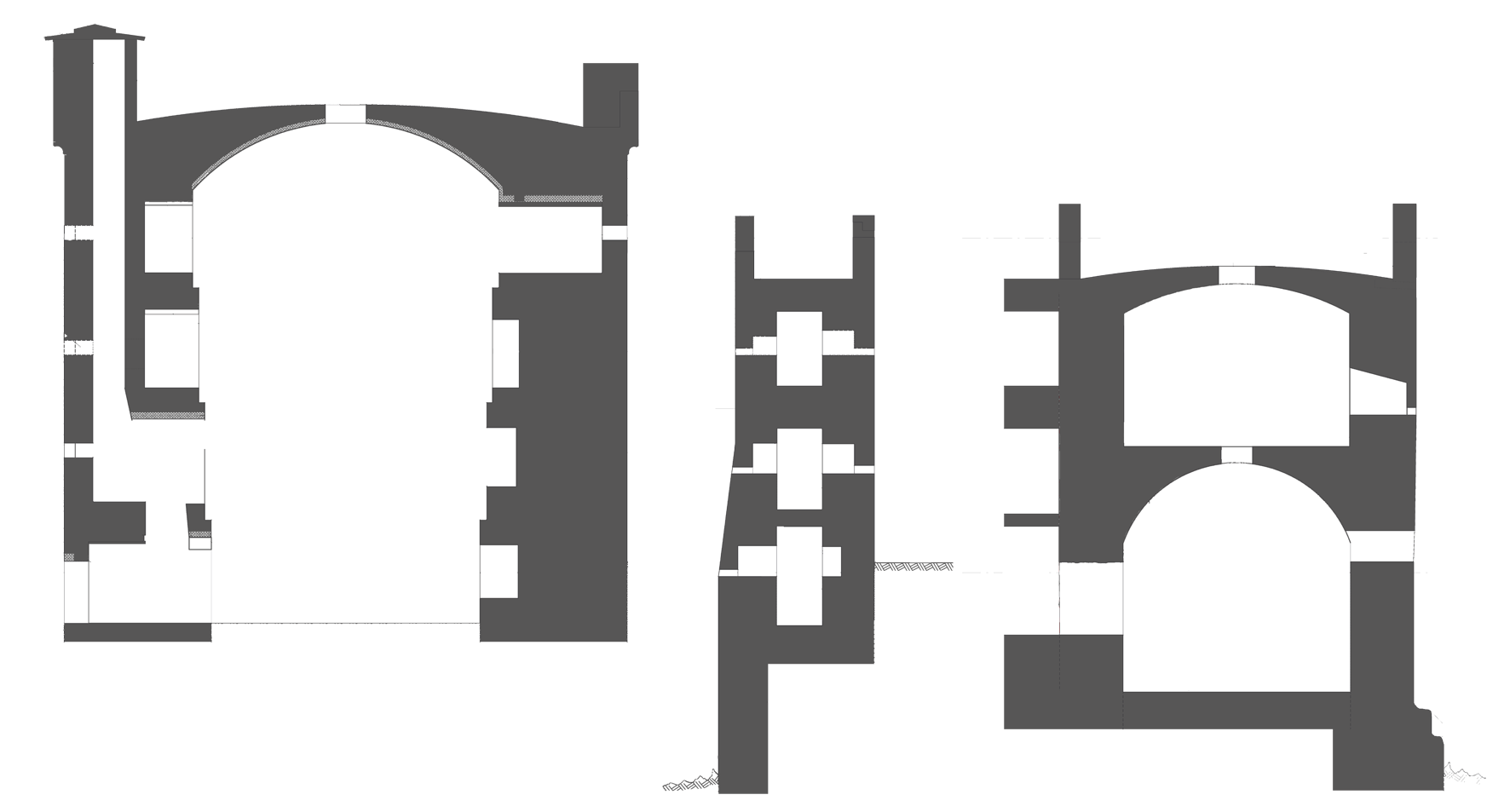
Großes Bollwerk und Hexenturm im Schnitt
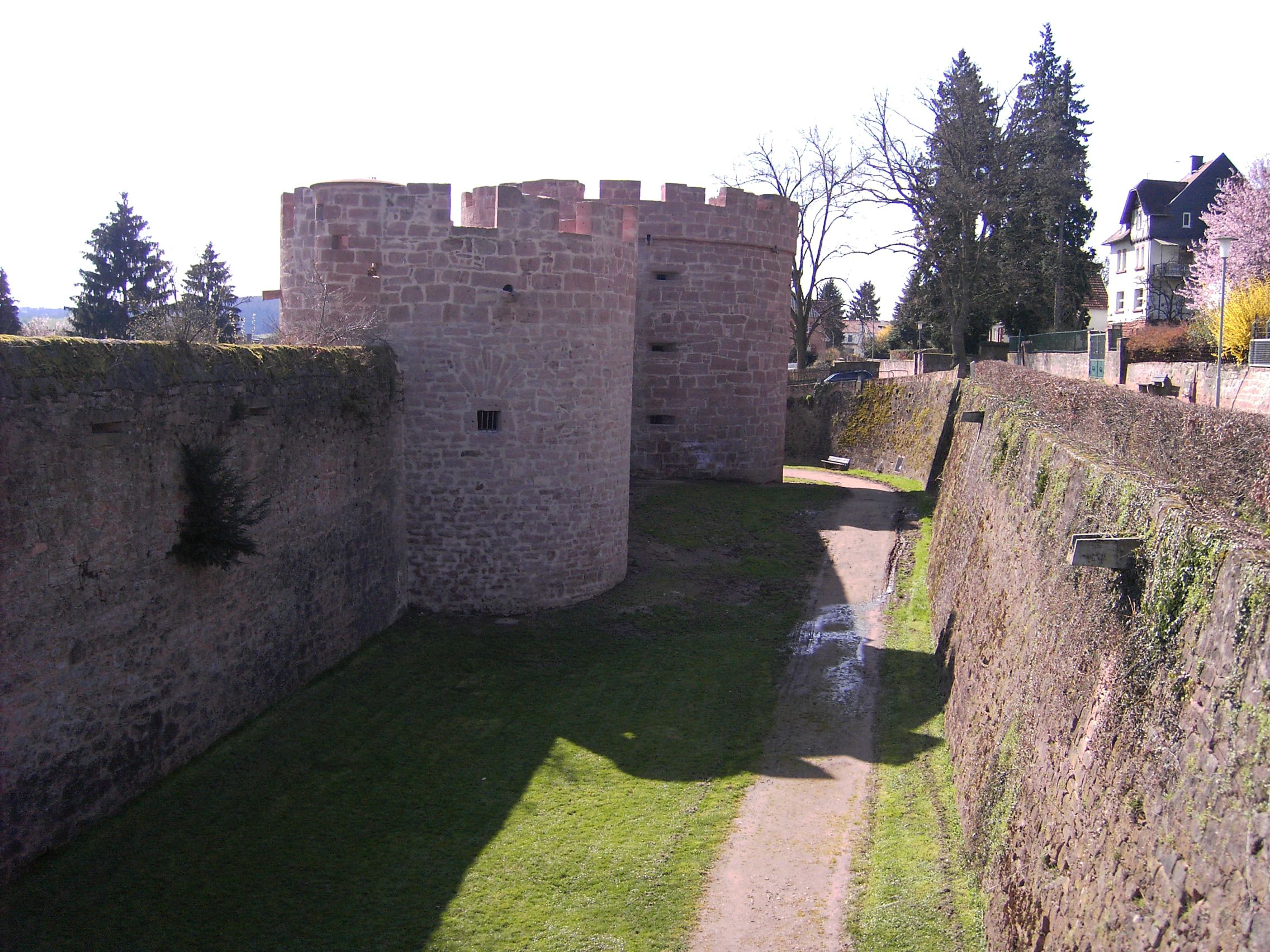
Hexenturm und Großes Bollwerk